# Селва (епископ Нарбона)
Селва (Эсклуа или Склуа; лат. Selva, Esclua; умер не ранее 638) — епископ Нарбона в первой половине VII века.

## Биография
О происхождении Селвы известно из «Жития Фруктуоза». Согласно этому агиографическому источнику, Селва был выходцем из знатной семьи, имевшей обширные владения в Нарбонской провинции Вестготского королевства. Его братьями были правивший вестготами в 631—636 годах король Сисенанд и епископ Безье Пётр I, а близким родственником — святой Фруктуоз Брагский. На основании ономастических данных предполагается, что ещё одним родственником Селвы мог быть вестготский король Сисебут.
Первое свидетельство о Селве в современных ему документах относится к 633 году, когда он уже был главой Нарбонской митрополии. Предыдущим известным нарбонским епископом был Сергий, упоминающийся в 610 году среди адресатов посланий из сборника «Вестготские письма». Предполагается, что Селва получил епископскую кафедру в городе Нарбон ещё до того как его брат Сисенанд стал королём.
В 633 году Селва участвовал в Четвёртом Толедском соборе. В актах этого собрания имя нарбонского епископа упомянуто сразу же за именем председательствовавшего на соборе архиепископа Исидора Севильского. На синоде было принято решение унифицировать богослужение на всей территории Вестготского королевства.
Наиболее известное из событий жизни Селвы — его участие в работе Шестого Толедского собор. Как старейший на тот момент иерарх Вестготского королевства он на первом соборном заседании, состоявшемся 9 января 638 года, был избран председателем этого синода. На соборе присутствовали пятьдесят три вестготских прелата, в том числе четыре митрополита (Селва Нарбонский, Юлиан II Брагский, Евгений I Толедский и Гонорат Севильский). Из суффраганов Нарбонской митрополии в актах Шестого Толедского собора упоминаются епископы Акутул Эльнский и Анатолий Лодевский, а Солемний Каркасонский был представлен своим посланцем. Среди важнейших постановлений Шестого Толедского собора — каноны о защите институтов королевской власть и связанных с ними привилегий, а также меры по обращению евреев в христианство.
О дальнейшей судьбе Селвы сведений не сохранилось. Следующим главой Нарбонской митрополии, известным из исторических источников, был Аргебад, упоминающийся в 673 году.